# St. John’s nemzetközi repülőtér
A St. John’s nemzetközi repülőtér (IATA: YYT, ICAO: CYYT) Kanada egyik nemzetközi repülőtere, amely St. John’s közelében található. Éves utasforgalma 1 435 013 fő (2019).

## Futópályák
A repülőtér futópályái:
- 02/20 (1533 m, 32 m, aszfaltbeton)
- 11/29 (2591 m, 60 m, aszfalt)
- 16/34 (2135 m, 58 m, aszfalt)

## Forgalom
Az utasforgalom az elmúlt években az alábbi módon változott:
| Utasok száma | 921 615 | 1 170 339 | 1 371 417 | 1 448 309 | 1 580 000 | 1 600 000 | 1 479 760 | 1 435 013 | 456 300 | 1 260 000 |
|              | 2001    | 2009      | 2011      | 2012      | 2014      | 2016      | 2018      | 2019      | 2021    | 2023      |